# دين (ملحن)
دين (هانغل: 딘) هو منتج أسطوانات وملحن ومغني وكاتب أغاني وشاعر كوري الجنوبي، ولد في 10 نوفمبر 1992 في سول في كوريا الجنوبية.

## وصلات خارجية
- دين على موقع ميوزك برينز (الإنجليزية)
- دين على موقع أول ميوزيك (الإنجليزية)
- دين على موقع أول ميوزيك (الإنجليزية)
- دين على موقع ديسكوغز (الإنجليزية)
- دين على موقع ديسكوغز (الإنجليزية)